# Sitiveni Rabuka
Sitiveni Rabuka (Naboko (Vanua Levu), 13 september 1948) is een Fijisch politicus. Sinds december 2022 is hij de premier van Fiji, een ambt dat hij eerder al bekleedde tussen 1992 en 1999. Rabuka is een etnische Fijiër.

## Biografie

### Militaire carrière
Rabuka studeerde aan een militaire academie in Nieuw-Zeeland waaraan hij in 1973 afstudeerde. Hij werkte daarna voor het Indiase defensie college en een Australische militaire academie. Van 1980 tot 1981 maakte hij deel uit van de militaire leiding van UNIFIL, de VN-troepen in Libanon. In 1982 werd Rabuka, met de rang van kolonel, benoemd tot stafchef van het Fijische leger. Van 1983 tot 1985 leidde hij het Fijian Battalion in de Sinaï, die daar gestationeerd waren als onderdeel van Multinational Force and Observers (MFO) vredesmacht.

### Staatsgrepen
Na zijn terugkeer in Fiji hervatte hij zijn werk als stafchef. Op 13 mei 1987 pleegde hij vrij onverwacht een militaire staatsgreep waarbij de regering van Timoci Bavadra, een Indo-Fijiër. Rabuka nam de leiding van de Militaire Raad op zich en herstelde de macht van de etnische Fijiërs. De grondwet werd buiten werking gesteld. Rabuka benoemde Penaia Ganilau tot gouverneur-generaal van Fiji, omdat deze veel gezag uitstraalde en Rabuka dacht dat hij de belangen van de etnische Fijiër zou dienen. Ganilau probeerde echter de grondwet en de democratie te herstellen. Op 28 september 1987 pleegde Rabuka echter opnieuw een staatsgreep en verijdelde deze poging. Rabuka versterkte zijn eigen gezag en riep de republiek uit. Dit betekende dat de Britse koningin Elizabeth II niet langer het staatshoofd was van Fiji. Op 5 december benoemde Rabuka Ganilau tot president en benoemde hij Kamisese Mara, die van 1966 tot begin 1987 premier was geweest, opnieuw tot regeringsleider. Rabuka trok zich terug als machthebber en leider van de Militaire Raad, maar bleef als stafchef, legercommandant, minister van Binnenlandse Zaken, Defensie en Jeugd Zaken op de achtergrond grote macht uitoefenen.

### Minister-president (1992–1999)
In 1990 kreeg Fiji een nieuwe grondwet waarbij de macht van de etnische Fijiërs verder werd versterkt. In 1991 werd Rabuka voorzitter van de Politieke Partij van Fiji. In 1992 won Rabuka als kandidaat van die partij de parlementsverkiezingen en hij vormde daarop een regering. In 1994 werden er na een kabinetscrisis tussentijdse verkiezingen gehouden. Hierbij verloor de Politieke Partij van Fiji (FPP) twee zetels en moest daarom een coalitie vormen. Rabuka vormde daarop een regering bestaande uit de FPP en de General Voters Party. Deze laatste partij werd gesteund door de etnische minderheden in Fiji.
De parlementsverkiezingen van 1999 werden gewonnen door de Arbeiderspartij van Fiji (sociaaldemocraten) onder leiding van de Indo-Fijiër Mahendra Chaudhry. Chaudhry loste Rabuka af als premier.

### Betrokkenheid bij de staatsgreep in Fiji in 2000
Nadien werd Rabuka tot voorzitter van de Council of Chiefs (Raad van Oudsten) gekozen. Na de  staatsgreep in Fiji in 2000, waarbij Chaudhry werd afgezet, moest Rabuka in 2001 als voorzitter van de Council of Chiefs aftreden op verdenking van betrokkenheid bij de staatsgreep. Rabuka werd later ook beschuldigd voor het aanzetten van een legermuiterij, die in november 2000 plaatsvond in de koningin Elizabeth Barakken. Over de mogelijke rechterlijke vervolging van Rabuka was anno 2005 nog geen besluit genomen. In mei 2006 werd hij gearresteerd, waarbij hij pleitte onschuldig te zijn. Eind 2006 werd hij vrijgesproken.

### Minister-president (sinds 2022)
In juni 2016 werd Rabuka benoemd tot leider van de Sociaaldemocratische Liberale Partij (Sodelpa). Hij leidde de partij tijdens de parlementsverkiezingen van 2018, maar werd verslagen door de zittende premier Frank Bainimarama. Vervolgens was Rabuka gedurende twee jaar oppositieleider in het Fijische parlement. In november 2020 werd hij weggestemd als partijleider, waarna hij in 2021 de nieuwe partij People's Alliance (PA) oprichtte. Namens die partij nam hij deel aan de parlementsverkiezingen van 2022. De PA werd direct de tweede partij van het land en Rabuka slaagde erin een coalitieregering te vormen met de National Federation Party en Sodelpa. De grootste partij, FijiFirst van premier Bainimarama, werd hiermee buitenspel gezet. Op 24 december 2022 werd Rabuka, na ruim 23 jaar, opnieuw beëdigd als premier van Fiji.